# 新日鉄住金マテリアルズ
新日鉄住金マテリアルズ株式会社（しんにってつすみきんマテリアルズ、英文社名 NIPPON STEEL & SUMIKIN MATERIALS CO.,LTD.）は、かつて存在した新日鐵住金グループの素材メーカー。半導体用・電子部品用の材料・部材や、金属加工品、セラミックス部材などの製造を行っていた。本社は東京都千代田区外神田四丁目にある秋葉原UDXに置いていた。
2006年（平成18年）に、旧新日鉄の新素材事業部が分社化されて発足した。2018年（平成30年）に、新日鉄住金化学に合併され、日鉄ケミカル&マテリアル株式会社となった。

## 沿革
- 1987年（昭和62年）6月 - 新日鉄に新素材事業本部が発足。
- 2006年（平成18年）5月1日 - 新日鉄マテリアルズ株式会社設立。
- 2006年（平成18年）7月1日 - 会社分割により新素材事業部を継承し、営業開始。
- 2010年（平成22年）7月1日 - 株式会社マイクロン（1985年4月設立）および日鉄コンポジット株式会社（1999年1月設立）を合併、社内カンパニーのマイクロン社と日鉄コンポジット社が発足。
- 2012年（平成24年）10月1日 - 新日鉄住金マテリアルズ株式会社に社名変更。
- 2018年（平成30年）10月1日 - 新日鉄住金化学株式会社に合併され、日鉄ケミカル&マテリアル株式会社となった。2019年以降本社は日鉄日本橋ビルに置かれる。

## 主な製品
- 半導体・電子部品用
  - ステンレス箔 - 金属箔工場（山口県光市）で製造
  - 半導体封止材用シリカ球状微粒子 - マイクロン社（兵庫県姫路市）で製造
  - アルミナ球状微粒子 - 同上
  - 炭化ケイ素ウェハー
  - 化学機械研磨 (CMP) パッド用コンディショナー - CMPドレッサー工場（愛知県東海市、新日鐵住金名古屋製鐵所内）で製造
  - 金属加工品（スパッタリングターゲット材など） - HIP工場（福岡県北九州市戸畑区、八幡製鐵所内）で製造
- 自動車排気ガス浄化用ステンレス担体 - メタル担体工場（愛知県東海市、名古屋製鐵所内）で製造
- ファインセラミックス（アルミナ・窒化ケイ素・炭化ケイ素など） - エンジニアリング・セラミックス・センター（北九州市八幡西区、八幡製鐵所内）で製造
- 炭素繊維強化プラスチック (CFRP) - 日鉄コンポジット社姫路工場（兵庫県姫路市）で製造

## グループ企業
- 日鉄住金マイクロメタル株式会社 - 1987年設立。半導体の接続材料（ボンディングワイヤ・はんだボール）を製造。
- 日本グラファイトファイバー株式会社 - 1995年4月設立。炭素繊維メーカーで、JX日鉱日石エネルギーと共同出資。
- NSソーラーマテリアル株式会社 - 2006年6月設立。太陽電池用多結晶シリコンを製造。2014年3月末に解散。